# 盧卡·斯泰格爾
盧卡·斯泰格爾（德語：Lucca Staiger，1988年6月14日—），德國籃球運動員，現在效力於德國籃球聯賽球隊拜仁慕尼黑籃球俱樂部，也代表德國國家籃球隊參賽。他也曾在美國的愛荷華大學打球。